# Komiteti Olimpik Kombëtar Shqiptar
Das Komiteti Olimpik Kombëtar Shqiptar (KOKSH) ist das Nationale Olympische Komitee in Albanien mit Sitz in Tirana. Insgesamt 26 Fachverbände olympischer Sportarten, davon 24 Sommer- und zwei Wintersportarten, sind Mitglied im KOKSH.

## Geschichte
1958 wurde das Nationale Olympische Komitee unter dem Namen Komiteti i Këshillit të Përgjithshëm të BFSSH (in Deutsch etwa „Generalkomitee der Union der Fiskultura-Ausübenden und Sportler Albaniens“) gegründet, den es bis 1989 führte. Die offizielle Anerkennung durch das IOC erfolgte 1959. 1972 gab Albanien in München sein Olympiadebüt bei Olympischen Sommerspielen, wenn auch die zweite Teilnahme erst 1992 in Barcelona erfolgte. 2006 nahm Albanien in Turin letztlich auch erstmals an Olympischen Winterspielen teil.